# Soliser Viadukt
Der Soliser Viadukt ist eine Eisenbahnbrücke östlich des Dörfchens Solis im Schweizer Kanton Graubünden. Er ist Teil der Eisenbahnlinie von Thusis nach Filisur der Rhätischen Bahn (RhB).

## Konstruktion
Die den Fluss Albula überspannende Brücke ist 85 m hoch und 164 m lang. Sie besteht aus einem Hauptbogen mit einer Spannweite von 42 m und zehn Nebenbögen von 8 bis 10 m. Sie ist nach dem Wiesener Viadukt die zweithöchste Brücke der RhB und nach dem Sitterviadukt die dritthöchste Eisenbahnbrücke der Schweiz.

## Geschichte
Der Soliser Viadukt wurde vom Ingenieur Hans Studer als erste Steinbogenbrücke der Schweiz nach der Elastizitätstheorie berechnet. Dies erlaubte die Gewölbe parabelförmig und damit besonders schlank zu konstruieren. Gebaut wurde die Brücke zwischen 1901 und 1903 von der Firma Munari, Cayre und Marasi; die Baukosten betrugen 125'000 Franken.
1997 wurde der Soliser Viadukt mit hohem Aufwand saniert. Dabei wurde die Isolation zwischen Schotterbett und Mauerwerk erneuert, indem eine neue Abdichtung mit flüssig aufgetragener Kunststofffolie und Spritzbeton eingebaut wurde. Ausserdem wurden das Gleis und der Schottertrog erneuert.